# US Open 1980
Die 100. US Open 1980 waren ein Tennis-Hartplatzturnier der Klasse Grand Slam, das von der ITF veranstaltet wurde. Es fand vom 26. August bis 7. September 1980 in Flushing Meadow, New York, Vereinigte Staaten statt.
Titelverteidiger im Einzel waren John McEnroe bei den Herren sowie Tracy Austin bei den Damen. Im Herrendoppel waren Peter Fleming und John McEnroe, im Damendoppel Betty Stöve und Wendy Turnbull und im Mixed Greer Stevens und Bob Hewitt  die Titelverteidiger.

## Herreneinzel

### Setzliste
| Nr. | Spieler          | Erreichte Runde |
| --- | ---------------- | --------------- |
| 01. | Björn Borg       | Finale          |
| 02. | John McEnroe     | Sieg            |
| 03. | Jimmy Connors    | Halbfinale      |
| 04. | Guillermo Vilas  | Achtelfinale    |
| 05. | Vitas Gerulaitis | 2. Runde        |
| 06. | Gene Mayer       | 1. Runde        |
| 07. | Harold Solomon   | Achtelfinale    |
| 08. | Eddie Dibbs      | 2. Runde        |

| Nr. | Spieler         | Erreichte Runde |
| --- | --------------- | --------------- |
| 09. | Peter Fleming   | 2. Runde        |
| 10. | Ivan Lendl      | Viertelfinale   |
| 11. | Roscoe Tanner   | Viertelfinale   |
| 12. | José Luis Clerc | 1. Runde        |
| 13. | Brian Gottfried | Achtelfinale    |
| 14. | Wojciech Fibak  | Viertelfinale   |
| 15. | Yannick Noah    | Achtelfinale    |
| 16. | Victor Amaya    | 3. Runde        |

## Dameneinzel

### Setzliste
| Nr. | Spielerin           | Erreichte Runde |
| --- | ------------------- | --------------- |
| 01. | Tracy Austin        | Halbfinale      |
| 02. | Martina Navratilova | Achtelfinale    |
| 03. | Chris Evert-Lloyd   | Sieg            |
| 04. |                     |                 |
| 05. | Wendy Turnbull      | 3. Runde        |
| 06. | Dianne Fromholtz    | Achtelfinale    |
| 07. | Greer Stevens       | 1. Runde        |
| 08. | Andrea Jaeger       | Halbfinale      |

| Nr. | Spielerin        | Erreichte Runde |
| --- | ---------------- | --------------- |
| 09. | Hana Mandlíková  | Finale          |
| 10. | Virginia Ruzici  | Achtelfinale    |
| 11. | Kathy Jordan     | Achtelfinale    |
| 12. | Virginia Wade    | 3. Runde        |
| 13. | Pam Shriver      | Viertelfinale   |
| 14. | Ivanna Madruga   | Viertelfinale   |
| 15. | Betty Stöve      | 1. Runde        |
| 16. | Regina Maršíková | 2. Runde        |

## Herrendoppel

### Setzliste
| Nr. | Paarung                        | Erreichte Runde |
| --- | ------------------------------ | --------------- |
| 01. | Peter Fleming John McEnroe     | Finale          |
| 02. | Bob Lutz Stan Smith            | Sieg            |
| 03. | Marty Riessen Sherwood Stewart | Halbfinale      |
| 04. | Peter McNamara Paul McNamee    | Halbfinale      |
| 05. | Bob Hewitt Frew McMillan       | Viertelfinale   |
| 06. | Wojciech Fibak Ivan Lendl      | Achtelfinale    |
| 07. | Bruce Manson Brian Teacher     | 1. Runde        |
| 08. | Ilie Năstase Tom Okker         | Achtelfinale    |

| Nr. | Paarung                        | Erreichte Runde |
| --- | ------------------------------ | --------------- |
| 09. | Victor Amaya Hank Pfister      | 2. Runde        |
| 10. | Kevin Curren Steve Denton      | Achtelfinale    |
| 11. | Heinz Günthardt Fred Stolle    | Viertelfinale   |
| 12. | Andrew Pattison Butch Walts    | Viertelfinale   |
| 13. | Anand Amritraj Vijay Amritraj  | 1. Runde        |
| 14. | Terry Moor Eliot Teltscher     | 1. Runde        |
| 15. | Francisco González Johan Kriek | 2. Runde        |
| 16. | Tim Gullikson Tom Gullikson    | Achtelfinale    |

## Damendoppel

### Setzliste
| Nr. | Paarung                              | Erreichte Runde |
| --- | ------------------------------------ | --------------- |
| 01. | Billie Jean King Martina Navratilova | Sieg            |
| 02. | Kathy Jordan Anne Smith              | Halbfinale      |
| 03. | Rosie Casals Wendy Turnbull          | Viertelfinale   |
| 04. | Pam Shriver Betty Stöve              | Finale          |

| Nr. | Paarung                           | Erreichte Runde |
| --- | --------------------------------- | --------------- |
| 05. | Candy Reynolds Paula Smith        | Viertelfinale   |
| 06. | Andrea Jaeger Regina Maršíková    | Halbfinale      |
| 07. | Chris Evert-Lloyd Virginia Ruzici | 2. Runde        |
| 08. | Greer Stevens Virginia Wade       | Viertelfinale   |

## Mixed

### Setzliste
| Nr. | Paarung                      | Erreichte Runde |
| --- | ---------------------------- | --------------- |
| 01. | Marty Riessen Wendy Turnbull | Sieg            |
| 02. | Frew McMillan Betty Stöve    | Finale          |
| 03. | Kevin Curren Anne Smith      | Halbfinale      |
| 04. | Bob Hewitt Greer Stevens     | Viertelfinale   |

| Nr. | Paarung                           | Erreichte Runde |
| --- | --------------------------------- | --------------- |
| 05. | Anand Amritraj Rosie Casals       | 1. Runde        |
| 06. | Steve Denton Candy Reynolds       | Halbfinale      |
| 07. | Tom Leonard Ann Kiyomura          | Viertelfinale   |
| 08. | Francisco González Betsy Nagelsen | 1. Runde        |